# Ourapteryx latimarginaria
Ourapteryx latimarginaria là một loài bướm đêm trong họ Geometridae.